# Équipe de Chypre de Coupe Davis
L'équipe de Chypre de Coupe Davis représente Chypre en Coupe Davis et est régie par la Fédération de tennis de Chypre.
Chypre évolue actuellement dans la Zone Europe Groupe III. Demetris Herotodou en est le capitaine depuis 2014.

## Histoire
Chypre a participé à sa première Coupe Davis en 1985. L’équipe a perdu ses 10 premiers matches avant de finalement vaincre le Congo. En raison de ces mauvaises performances, Chypre a été relégué au quatrième et dernier groupe en 1997. L'équipe a commencé à enregistrer des victoires régulières lorsque Marcos Baghdatis, âgé de 14 ans, a fait ses débuts en Coupe Davis en 2000. En 2007, Chypre est revenu dans le groupe II et a enregistré son meilleur résultat en 2009, où il a manqué d'un match la promotion dans le groupe I.

## Principaux joueurs
- Márcos Baghdatís : 67 victoires pour 15 défaites en 44 rencontres
- Demetrios Leontis : 44 victoires pour 21 défaites en 47 rencontres
- Petros Chrysochos : 31 victoires pour 16 défaites en 33 rencontres
- Photos Kallias : 18 victoires pour 23 défaites en 27 rencontres
- Sergis Kyratzis : 17 victoires pour 13 défaites en 27 rencontres
- Eleftherios Neos : 17 victoires pour 8 défaites en 25 rencontres
- Melios Efstathiou : 16 victoires pour 14 défaites en 29 rencontres